# Eileen Hiscock
Eileen Hiscock   (Blackheath, 25 d'agost de 1909 - Londres, 3 de setembre de 1958) va ser una atleta britànica, especialista en la prova dels 100 metres, va arribar a ser medallista de bronze olímpica l'any 1932 i subcampiona olímpica l'any 1936 dels 4x100 metres relleus.

## Carrera esportiva
En els jocs olímpics de Los Ángeles 1932 va guanyar la medalla de bronze en els relleus 4x100 metres, amb un temps de 47.6 segons, arribant a la meta després dels Estats Units (or amb 47.0 segons) i el Canadà (plata amb la mateixa marca), sent les seves companyes d'equip: Gwendoline Porter, Nellie Halstead i Violet Webb.
Quatre anys més tard, en els Jocs Olímpics de Berlín de 1936 va guanyar la medalla de plata en la mateixa prova, amb un temps de 47.6 segons, arribant a la meta després dels Estats Units (or amb 46.9 segons) i per davant del Canadà, sent les seves companyes d'equip: Violet Olney, Audrey Brown i Barbara Burke.